# Nyctemera aegrotum
Nyctemera aegrotum är en fjärilsart som beskrevs av Swinhoe 1892. Nyctemera aegrotum ingår i släktet Nyctemera och familjen björnspinnare. Inga underarter finns listade i Catalogue of Life.